# Топонимический словарь Коми АССР
Топоними́ческий слова́рь Ко́ми АССР — топонимический словарь, описывающий топонимическое пространство Коми АССР (современная Республика Коми) по состоянию на 1985 год. Автор — кандидат филологических наук Адольф Иванович Туркин (1936—1996), издатель — Коми книжное издательство, год выпуска — 1986. Содержит 649 словарных определений. Всего 140 страниц. Изданию предшествовало издание 1981 года: Краткий коми топонимический словарь / А. И. Туркин. — Сыктывкар : Коми кн. изд-во, 1981. — 112 с.
В словаре объясняется происхождение географических названий, а также приводятся краткие сведения о населенных пунктах и природных объектах Коми АССР. Фактический материал собран автором во время экспедиций по Коми АССР в 1966—1985 годах. Кроме научного объяснения топонимов, в статьях приводятся также их народные объяснения и легенды.
Словарь — ценный источник по финноугороведению. Л. Е. Кириллова в монографии «Географические термины в удмуртской топонимии» ссылается на пласт топонимов из коми языка, обнаруженных А. И. Туркиным (с. 36, 42).

## Библиографическое описание
Туркин Адольф Иванович. Топонимический словарь Коми АССР / А. И. Туркин. — Сыктывкар : Коми книжное издательство, 1986. — 140 с. — Тираж 10 000 экз.

## Новая версия
В 2015 году (почти через 20 лет после смерти автора) вышло новое, существенно переработанное и более полное издание: Туркин А. И. Топонимический словарь Республики Коми / Минобрнауки России, Федеральное гос. бюджетное образовательное учреждение высш. образования «Сыктывкарский гос. ун-т им. Питирима Сорокина» (ФГБОУ ВО «СГУ им. Питирима Сорокина»). — Сыктывкар: Изд-во СГУ, 2015. — 362 с. — 100 экз. — ISBN 978-5-906810-23-6.
В новом издании около тысячи топонимов. Полная версия словаря стала продолжением изданной в конце 2014 года монографии Туркина «Топонимия Республики Коми» (книга была составлена по материалам его докторской диссертации). Тираж составил лишь 100 экземпляров. Составителем словаря стала доктор культурологии, профессор Сыктывкарского университета имени Питирима Сорокина, директор вузовского музея истории просвещения Коми края Майя Бурлыкина, которая использовала архив Туркина, перевезённый из Таллина в Сыктывкар.